# Socìetas Raffaello Sanzio
La Socìetas Raffaello Sanzio è una compagnia teatrale d'avanguardia fondata nel 1981 a Cesena da Romeo Castellucci, Claudia Castellucci, Chiara Guidi e Paolo Guidi.

## Storia della compagnia
Nata a Cesena dalle ceneri del teatro Explo, è stata fondata verso la metà del 1981 da Romeo Castellucci, Claudia Castellucci, Chiara Guidi e Paolo Guidi.
Gli spettacoli della compagnia sono caratterizzati da un forte sperimentalismo di matrice avanguardista che tende a svincolare la rappresentazione teatrale dal testo letterario, sebbene alcuni allestimenti prendano a modello testi teatrali noti, come l'Amleto di Shakespeare o l'Orestea di Eschilo, rielaborati e pensati come allestimenti nei quali convogliano differenti metodi espressivi: dalle videoinstallazioni alla musica all'happening.
Oltre agli innumerevoli premi, nel 2000 la compagnia ha ricevuto il Premio Europa Realtà Teatrali.
Nel 2011-2012 suscita polemiche l'opera teatrale Sul concetto di volto nel Figlio di Dio, rappresentata prima a Parigi e poi al Teatro Parenti di Milano. L'opera è considerata blasfema da alcuni gruppi di fedeli cattolici, che presentano anche una denuncia per vilipendio della religione.

## Caratteristiche e poetica
La loro pratica teatrale lavora nella decostruzione, e (come altre compagnie coeve) non rinnega la forma teatrale e le sue convenzioni – attore, scena e testo – ma vi lavora dall'interno ponendo gli elementi e i segni della messa in scena in un rapporto conflittuale che li vede privati della garanzia della rappresentazione, della narrazione; è una scrittura scenica che non vuole risolvere l'aporia degli elementi del linguaggio, ma vuole, anzi, esasperarla.
Sin dagli esordi si dichiarano iconoclasti, ma il loro teatro, nato all'insegna del paradosso, produce simboli e figure tanto complesse quanto potenti. Questi simboli però non sono asserviti a un principio ordinatore, quale può essere quello della rappresentazione, ma neanche vogliono sostituirlo con un codice diverso. È una contestazione del linguaggio stesso, non solo della rappresentazione teatrale e in questa direzione - di negazione -  vanno tutti i segni della messa in scena, segni che non hanno un significato in sé, ma un significato potenziale che emerge solo da quello che lo stesso Castellucci definisce «un torrente di segni che passano, anzi trasmigrano da una forma all'altra». Lorenzo Mango la definisce “una macchina di significanti puri” che non hanno tra loro una connessione logica, né tanto meno rappresentativa, «i quali però, posti a reazione in una situazione di sostanziale incoerenza formale, producono racconto […] un racconto squisitamente teatrale e scenico» . Oggi l'iconoclastia sarebbe in grado di reggere la "sproporzione" tra razzismo e antirazzismo.
Nonostante la contestazione della convenzione teatro, anche di quella sperimentale, il gruppo allestisce spettacoli che esaltano la scrittura e l'attorialità. In uno dei primi lavori, Santa Sofia del 1985, l'iconoclastia veniva utilizzata con quella tecnica che Castellucci chiama della “paralisi teatrale” e che consiste nel «paralizzare una persona sul palco, inchiodandola […] per far sì che la voce fosse la leva di tutto il resto. Con la paralisi e l'iconoclastia nervosa di un corpo si concentrava una grandissima energia nella voce».
La voce, tra l'altro, ha una particolare funzione nel teatro della Socìetas: non è un veicolo di senso, non è imprigionata dalla parola, ma non è neanche libera. Ha una forma specifica, una forma che è anche sostanza e che, ideologicamente, ha le sue radici in quella che Castellucci aveva definito la “tecnica d'Egitto”, in base alla quale non è importante il “cosa” si pronuncia, ma il “come”, l'intonazione. L'attenzione data alla voce è la stessa anche per il testo e per la sua scrittura, lo stile adottato è quello atemporale, ovvero un testo che abbia la stessa solennità del mito. Il mito, per la Raffaello Sanzio, è antinaturalistico, impersonale, non è legato alla creazione fantasiosa di un singolo; gli archetipi sono forse più importanti: hanno una struttura che, seppur consolidata, lascia la libertà di creare e nello stesso tempo di non parlare d'altro che di essi. È l'immobilità, la paralisi (suggerita dal mito, ma anche dalla fiaba, dal folklore), sono le cose che non cambiano “a dispetto dell'impero della parola” che invece è in continuo rinnovamento, ad incuriosire la Socìetas. Quindi anche il testo deve richiamare questa solennità “atemporale”, strutturandosi con parole che sono, ancora una volta, scelte in base al suono, un suono che debba essere quanto più solenne e arcaico.
Nell'impostazione generale dello spettacolo, c'è un'altra caratteristica: la disposizione frontale che rinuncia alla prospettiva perché intesa, quest'ultima, «come sudditanza all'esistente, al reale, quindi va contro il superreale, va contro la solennità. La prospettiva non è solenne, è legata alla cronaca, è realista», mentre la bidimensionalità (soprattutto quella bizantina) restituisce l'idea di un muro che nella riflessione della Societas è sia un atto di fondazione del teatro, sia una dichiarazione di estraneità nei confronti del pubblico. È proprio l'istituzione di questo muro che permetterebbe lo scambio dialettico “superbrechtiano”, così come lo definisce Claudia Castellucci, un muro quindi che separa, ma che va anche condiviso e nella condivisione sta l'essenza liturgica del teatro, una coincidenza tra rappresentazione ed esperienza che vede una parte attiva (gli attori) e una passiva (il pubblico) che assorbe lo spettacolo in blocco.

## L'Amleto
Negli anni novanta si rileva una generale tendenza al recupero di alcune forme “interne” al teatro, che reintroduce il testo e torna a confrontarsi col codice teatrale. Nel 1992, la Socìetas Raffaello Sanzio, mette in scena Amleto. La veemente esteriorità della morte di un mollusco. Benché le fonti siano Shakespeare e Saxo Grammaticus, non c'è accenno di concessione alla tradizione e non una sola frase dell'Amleto è pronunciata in scena. È lo stesso Castellucci a spiegare come sia possibile trasdurre la parola dal testo alla materialità della scena: «La parola aveva questo ingombro, esattamente il peso di un corpo, ma non per questo abbiamo fatto un lavoro di cancellazione del testo. Al contrario è stato fatto un lavoro di profondità, fino a farlo riassorbire. Là dove è cancellato ritorna in forma fantasmatica, di sogno inconsapevole, di scelte estetiche». Quindi Amleto rimasto prigioniero della domanda alla quale non sa dare risposta, “essere o non essere”, vive in una gabbia che fa tutt'uno con il corpo dell'attore, una stanza vuota, una fortezza che esiste a prescindere dalla presenza di chi assiste allo spettacolo. La scelta di una stanza vuota rispetta l'esigenza, di Castellucci, di uno spazio perfettamente simmetrico, che permette il rovesciamento dei ruoli attore/spettatore quando, ad esempio, Amleto siede immobile con la bocca spalancata e guarda gli spettatori come “scimmie allo zoo” facendo, in pratica, collassare lo spettacolo rovesciandone la prospettiva . Uno spazio di questo tipo serve anche per restituire l'idea di un ambiente respingente, duro e ostile che permette il rimbalzare dei suoni e dei silenzi. 
La soluzione che Castellucci adotta è quella di portare in scena un attore (Paolo Tonti) che riproduce comportamenti autistici, per amplificare il ritrarsi di Amleto dalla domanda “essere o non essere” la quale diventa, per il regista, “essere e non essere” e che trova unica soddisfazione nello stato della dormizione. In questa stanza si producono dal vivo sia l'illuminazione (con i generatori e le lampade al neon), sia i suoni: un aspirapolvere, un telefono, suoni meccanici e stridenti ai quali Amleto risponde con una pistola, instaurando così un vero e proprio dialogo tra i rumori di scena. Amleto è un'involuzione, un regredire stazione dopo stazione all'utero materno. In questa situazione di svuotamento si perde anche il linguaggio, ma lì dove è smarrita la parola, l'unico tentativo che resta per riappropriarsi del linguaggio è la scrittura. Alla fine, però, Amleto riuscirà a scrivere soltanto “I'm aborto”. Castellucci trova però un'apertura, un “parto”, nell'atto finale, quando Amleto canta Victima Pascalis Laude, un canto gregoriano, che è l'unico momento in cui conta la bellezza, «una goccia d'acqua che cade in un ambiente estraneo di bruttezza e di insopportabilità[…] Amleto che canta mi risuona come una specie di aurora, di piccola luce[…], l'unico possibile punto di partenza per un altro lavoro».

## Premio Europa per il Teatro
Nel 2000, la Socìetas Raffaello Sanzio viene insignita del Premio Europa Realtà Teatrali, assegnato a Romeo Castellucci e a Chiara Guidi, a Taormina, con la seguente motivazione:
Discesa sulla scena dalle arti visive, la Socìetas Raffaello Sanzio in vent’anni di lavoro, passando da un’esperienza provocatoria di gioco all’invenzione di una lingua, dal teatro iconoclasta al recupero di un’immaginaria tradizione sumera, è arrivata alla piena maturità e a farsi caposcuola del nuovo teatro giovane affrontando i grandi testi. Fondata da due coppie di fratelli di Cesena, i Castellucci e i Guidi, la Socìetas è rimasta comunque fedele all’originaria natura di gruppo tribale, in scena con mamme, zie, figli e animali, e s’è trovata un secondo ruolo nell’insegnamento a profitto di nuovi attori e di bambini; e del resto al pubblico infantile ha dedicato una serie di messinscene di fiabe non mistificanti. Ma è stato il processo di reinvenzione dei classici sulla propria pelle, basandosi su una comunicazione d’energia e, a condurre in giro per il mondo questa compagnia divenuta una bandiera per i maggiori festival: ed ecco il gruppo di Romeo Castellucci avanzare da un Amleto autistico in preda alla propria animale fisicità, in un contesto meccanizzato, alla radicale lettura di un altro Shakespeare basata su una corporeità che non esclude la malattia; e passare quindi a una visione cosmica in due poderosi trittici, quello immaginifico e creativo dell’Orestea e la ricreazione memorabile della Genesi, autoanalisi del lavoro superumano dell’artista e riflessione sulla storia dell’uomo e sul divenire della scienza nel mistero del rapporto tra il bene e il male, in una concezione sempre meno verbale e più visiva di un teatro visitato dalla scintilla elettrica dove il rincorrersi dei suoni è sempre più determinante nell’attacco emozionale dello spettatore.

## Spettacoli
- Santa Sofia.Teatro Khmer (1985)
- Kaputt Necropolis (1984)
- Miserabili (1986)
- Alla bellezza tanto antica (1987)
- La discesa di Inanna (1989)
- Gilgamesh (1990)
- Amleto. La veemente esteriorità della morte di un mollusco (1992)
- Favole di Esopo (1992)
- Masoch. I trionfi del teatro come potenza passiva, colpa e sconfitta (1993)
- Lucifero. Quanto più una parola è vecchia tanto più va a fondo (1993)
- Orestea (Una commedia organica?) (1995)
- Buchettino (1995)
- Giulio Cesare (1997)
- Genesi. From the museum of sleep (1999)
- Ciclo "Tragedia Endogonidia":
  - C.#01 CESENA. I Episodio della Tragedia Endogonidia (2002)
  - A.#02 AVIGNON. II Episodio della Tragedia Endogonidia (2002)
  - B.#03 BERLIN. III Episodio della Tragedia Endogonidia (2003)
  - BR.#04 BR.#04 BRUXELLES/BRUSSEL. IV Episodio della Tragedia Endogonidia (2003)
  - BN.#05 BERGEN. V Episodio della Tragedia Endogonidia (2003)
  - P.#06 PARIS. VI Episodio della Tragedia Endogonidia (2003)
  - R.#07 ROMA. VII Episodio della Tragedia Endogonidia (2003)
  - S.#08 STRASBOURG. VIII Episodio della Tragedia Endogonidia (2004)
  - L.#09 LONDON. IX Episodio della Tragedia Endogonidia (2004)
  - M.#10 MARSEILLE. X Episodio della Tragedia Endogonidia (2004)
  - C.#11 CESENA. XI Episodio della Tragedia Endogonidia (2004)
- The Cryonic Chants (2005)
- Hey Girl! (2006)
- Vexilla Regis Prudent Inferni (2007)
- Madrigale Appena Narrabile (2007)
- Ciclo "La Divina Commedia":
  - Inferno (2008)
  - Purgatorio (2008)
  - Paradiso (2008)
- Parsifal (2011)
- Ciclo "Il velo nero del pastore":
  - Sul concetto di volto nel figlio di Dio (2010)
  - Il velo nero del pastore (2011)
  - Four Seasons Restaurant (2012)
- Schwanengesang D744 (2013)